# Ryan McGivern
Ryan McGivern (ur. 8 stycznia 1990 w Newry) – północnoirlandzki piłkarz występujący na pozycji obrońcy w klubie Linfield FC.

## Kariera klubowa
Grę w piłkę nożną rozpoczął w akademii piłkarskiej Manchesteru City. W sezonie 2007/08 zdobył z drużyną U-18 FA Youth Cup, po zwycięstwie w meczu finałowym 4:2 nad Chelsea FC. W 2008 roku włączono go do kadry zespołu rezerw, rywalizującego w Premier Reserve League. W marcu 2009 roku podpisał pierwszy w karierze zawodowy kontrakt. 3 kwietnia 2011 rozegrał jedyne spotkanie w Premier League w wygranym 5:0 meczu przeciwko Sunderland AFC, w którym wszedł na boisko w 70. minucie za Dedrycka Boyatę. Znaczną część pobytu w Manchesterze City spędził on na wypożyczeniach do klubów z niższych lig: Morecambe FC, Leicester City, Walsall FC, Crystal Palace FC, Bristol City oraz do grającego w Scottish Premier League Hibernian FC.
29 września 2012 jako gracz Hibernianu zadebiutował w szkockiej ekstraklasie w przegranym 1:2 meczu przeciwko Aberdeen FC. Przed rozpoczęciem sezonu 2013/14 zdecydowano się podpisać z nim dwuletnią umowę. Po zakończeniu rozgrywek klub zajął przedostatnią lokatę w tabeli i w barażu o pozostanie w lidze uległ po serii rzutów karnych Hamilton Academical. W czerwcu 2014 roku sztab szkoleniowy zdecydował o odejściu McGiverna, tłumacząc to potrzebą przebudowania zespołu. W dalszej części kariery występował on w Port Vale FC, Shrewsbury Town i Northampton Town (League One) oraz Swindon Town (League Two).
W lipcu 2018 roku podpisał trzyletnią umowę z Linfield FC, prowadzonym przez Davida Healy’ego. W tygodniu poprzedzającym otwarcie sezonu doznał kontuzji, która wyłączyła go z gry na okres niespełna 8 miesięcy. Po zakończeniu rekonwalescencji 23 lutego 2019 zadebiutował w NIFL Premiership w wygranym 1:0 spotkaniu przeciwko Ballymena United. W sezonie 2018/19, w którym zanotował 5 występów, wywalczył z Linfield FC mistrzostwo Irlandii Północnej. W sierpniu 2019 roku zadebiutował w europejskich pucharach w meczu z FK Sutjeska Nikšić (2:1) w eliminacjach Ligi Europy 2019/20.

## Kariera reprezentacyjna
W latach 2005–2012 McGivern występował w juniorskich i młodzieżowych kadrach Irlandii Północnej w kategorii U-16, U-17, U-19 oraz U-21.
20 sierpnia 2008 zadebiutował w seniorskiej reprezentacji Irlandii Północnej prowadzonej przez Nigela Worthingtona w towarzyskim meczu ze Szkocją (0:0) w Glasgow. W 57. minucie spotkania opuścił boisko po otrzymaniu drugiej żółtej kartki. Ogółem w latach 2008–2016 zaliczył w drużynie narodowej 24 oficjalne występy, nie zdobył żadnej bramki.

## Sukcesy
Linfield FC
- mistrzostwo Irlandii Północnej: 2018/19